# Szidónia
A Szidónia női név latin eredetű, a jelentése: Szidón (ma: Szaida) városából való nő.

## Rokon nevek
- Szidi:[1] a Szidónia önállósult beceneve.[2]

Zdenka

## Gyakorisága
Az 1990-es években a Szidónia igen ritka, a Szidi szórványos név, a 2000-es években nem szerepelnek a 100 leggyakoribb női név között.

## Névnapok
Szidónia, Szidi
- augusztus 23.[2]

## Híres Szidóniák, Szidik
- Podjebrád Szidónia szász hercegné (Podjebrád Katalin magyar királyné ikertestvéreként I. Mátyás magyar király sógornője)
- Sidonie-Gabrielle Colette francia írónő
- Petrőczy Kata Szidónia magyar költőnő
- Puhalák Szidónia magyar kézilabdázó
- Rákosi Szidi színésznő, színházpedagógus

## Megjegyzés
1. ↑  Az akkor születetteknek adott nevek számára vonatkozik az adat